# M-Audio
M-Audio (anciennement Midi Soft puis Midiman) est un constructeur américain de matériel audio fondé en 1988.

## Historique
Fondée en 1988 sous le nom de Midi Soft, l'entreprise doit changer de nom en 2000 pour Midiman car la marque est déjà déposée par Yamaha.
Dès 1999, Midi Soft vendait des produits sous le nom M-Audio. En 2002, Midiman devient officiellement M-Audio, nom qui est celui déjà présent sur la plupart de ses produits.
En 2004, M-Audio est rachetée par Avid, l'éditeur de Pro Tools, pour environ 174 millions de dollars, et rejoint sa filiale Digidesign.
En 2012, M-Audio est rachetée par le groupe inMusic, déjà propriétaire de Numark (Akai, Alesis…),.

## Produits
M-Audio conçoit et produit des cartes sons, des enceintes de monitoring, des synthétiseurs analogiques ainsi que des cartes et des contrôleurs MIDI.